# NGC 2670
NGC 2670 је расејано звездано јато у сазвежђу Једра које се налази на NGC листи објеката дубоког неба.
Деклинација објекта је - 48° 47' 30" а ректасцензија 8h 45m 30,0s. Привидна величина (магнитуда) објекта NGC 2670 износи 7,8. NGC 2670 је још познат и под ознакама OCL 764, ESO 210-SC5.